# 아이 엠 어 히어로
《아이 엠 어 히어로》(일본어: アイアムアヒーロー, 영어: I am a HERO)는 하나자와 켄고에 의한 일본의 만화이다. 만화 잡지 《빅 코믹 스피리츠》(쇼가쿠칸)에서 2009년 22, 23 합병호 (2009년 4월 20일 발매)부터 2017년 13호(2017년 2월 27일 발매)까지 연재되었다.

## 작품 개요
수수께끼의 전염병의 평범한 일상의 붕괴를 그린 호러 만화이다. 이 작품은 〈살아있는 시체〉를 소재로 한 작품 장르 중 하나이지만 같은 장르의 작품과는 달리 "〈좀비〉라는 말은 직접 사용하고 있지 않다. 거의 한 권에 모두 주인공의 일상을 그리는 것에 할애해, 유행성 후에도 〈일상성의 붕괴〉와 〈재해〉가 자세하고 담담하게 그려진다. 또한 주인공을 비롯하여 다양한 형태로 "지금까지 사회에 열등감을 안고 자"의 행동에 초점을 맞추고 있다. 만화 대상 2010 4위, 만화 대상 2011 3위에 선정되었고, 제58회 (2012년도) 쇼가쿠칸 만화상 일반 부문을 수상했다.
2016년에 실사 영화가 개봉되었다. 이 제작 발표시에는 원작의 극중의 감염자를 나타내는 ZQN가 "좀비"라고 표현 된다.

## 개요
주인공 스즈키 히데오는 만화가이자, 따분한 35세. 데뷔작은 연재 개시 후 반년 이후로 서서히 중단되면서 빚을 짊어지고 보조 일을 하면서 다시 데뷔를 목표로 이름을 그리고, 반입 날들이 3년을 거쳤지만 여전히 출판사에 외면 당하는 일상을 보내고 있다. 직장에서의 인간 관계도 완만하지 않고, 또한 밤이 되면 누군가가 들어오는 망상 에 사로 잡혀 아침까지 잠들지 않는 생활이 계속되고 있었다. 그런 무위 일상 속의 희망은 연인인 쿠로카와 테츠코의 존재. 하지만 그녀도 이미 인기 인 만화가가 된 전 남친 무언가에 인용하고, 심지어 음주마다 히데오의 한심함을 비꼬아댄다.
한편 일본 사회에서는 2009년 황금 연휴 시즌을 앞두고, 불안 증상을 나타내는 사건이 잇따라 일어나고 있었다. 전국적으로 다발하는 물고 뜯기는 사건으로 마을에 늘어나는 경찰의 수, 후생노동성의 장관의 입원과 입원실에서의 총격전과 보도. 히데오도 심야에 네리마구 샤쿠지이 공원 부근의 잡목림에서 택시에 치여 양팔과 오른쪽 다리가 허물어져 바로 전에 목이 부러져도 운전자에게 깨물고 달라 붙어 소리를 지르고 가는 여성을 목격한다. 하지만 일상 생활에서 힘겨운 시간을 보내는 히데오에게 그 들을 걱정하는 여유가 있을 리가 없었다. 그러던 어느 날, 그런 일상은 생각할 수도 없는 형태로 붕괴 되기 시작한다. 히데오의 눈앞에 보여지는 주위 사람들이 좀비와 같은 형태인 악마 화에 수수께끼의 괴질이 순식간에 퍼져 그들에게 물고 뜯기는 감염자들이 차례 차례로 늘어가는 악몽 같은 광경이었다. 연인이나 동료도 희생되고, 전 세계가 공황 상태와 질서 붕괴로 변화하는 유행성 속에서 영웅은 과연 "히데오 (영웅) = 영웅"이 될 수 있을까?

## 등장 인물

### 주요 캐릭터
- 스즈키 히데오 (鈴木英雄)

- - 야지마 (矢島)

- 하야카미 히로미 (早狩比呂美)

- 야부 (오다 츠구미) (藪 / 小田つぐみ)

### 서브 캐릭터
- 쿠로카와 테츠코 (黒川徹子)

- 나카타 코로리 (中田コロリ)

- 마츠오 (松尾)

- 미타니 (三谷)

- 팻시 (パッシー)

- 사다 카즈야 (佐田和也)

- 동료 직원

- 미짱 (みーちゃん)

- 사이 (紗衣)

- 가나코 (可奈子)

- 아라키 (荒木)

- 이우라（伊浦）

- 산고 (サンゴ)

- 메지로 (目白)

- 브라 / 무라이 마사카즈 (ブライ／村井正和)

- 쿠로사와 (黒沢)

- 타무라 (田村)

- 카오리 (カオリ)

### 쿠루스 일당
- 쿠루스 (来栖)

- 자키 타카시 (江崎崇)

- 타케시 (毅)

- 다니에리 (ダニエリ)

- 여자 (女)

- 토마 베치 (苫米地)

- 아줌마 (おばちゃん)

- 키즈키 (城)

- 하뉴 남매 (羽生兄妹)

- 스콥의 남자 (スコップの男)

## 단행본
1. 2009년 8월 28일 발행, ISBN 978-4091825803
2. 2009년 12월 26일 발행, ISBN 978-4091827791
3. 2010년 5월 28일 발행, ISBN 978-4091831576
4. 2010년 8월 30일 발행, ISBN 978-4091833778
5. 2010년 12월 25일 발행, ISBN 978-4091835345
6. 2011년 5월 30일 발행, ISBN 978-4091838278
7. 2011년 9월 30일 발행, ISBN 978-4091840509
8. 2012년 1월 30일 발행, ISBN 978-4091842466
9. 2012년 5월 30일 발행, ISBN 978-4091845122
10. 2012년 10월 30일 발행, ISBN 978-4091847294
11. 2013년 2월 28일 발행, ISBN 978-4091848802
12. 2013년 6월 28일 발행, ISBN 978-4091852403
13. 2013년 10월 30일 발행, ISBN 978-4091855749
14. 2014년 2월 28일 발행, ISBN 978-4091858771

## 영화
2016년 4월 23일 도호 배급으로 개봉되었다. 등급은 R15 + 지정.  이 작품을 수록한 DVD 판과 Blu-ray 버전이 발매되었다.

### 출연
- 스즈키 히데오 : 오오이즈미 요
- 하야카리 히로미 : 아리무라 카스미
- 야부 (오다 츠구미) : 나가사와 마사미
- 요시자와 히사시
- 오카다 요시노리
- 카타세 나나
- 카타기리 진
- 마키타 스포츠
- 츠카지 무가 (드렁크 드래곤)
- 토쿠이 유
- 무라마츠 리시
- 카자마 토오루

### 스태프
- 원작 : 하나자와 켄고 - 〈아이 엠 어 히어로〉 (쇼가쿠칸 주간 빅 코믹 스피리츠)
- 감독 : 사토 신스케
- 각본 : 노기 아키코
- 음악 : 니마 후쿠라라 (영어 버전)
  - 극 중 노래 엔딩 : Allie Goetz 〈hone on the range〉
- 제작 : 이치가와 미나미, 테라지마 요시키, 쿠보 마사카즈, 나카무라 리이치로, 다나카 아키라, 이와타 텐쇼쿠, 유미와 세이호, 다카하시 마코토, 치요 카츠미, 요시카와 에이사쿠, 스즈키 신이치로, 반도 코지, 미야모토 나오토
- 총괄 프로듀서 : 야마우치 아키히로
- 프로듀서 : 야마자키 미치아키, 키도 시로
- 공동 프로듀서 : 오카모토 준야
- 촬영 : 카와츠 타로
- 미술 : 사이토 이와오
- 특수 촬영 : 카미야 마코토
- 편집 : 이마이 츠요시
- 조감독 : 후지에 지젠
- 제작 스튜디오 : 도호 영화
- 배급 : 도호

### 스핀오프 드라마
《아이 엠 어 히어로 시작의 날》이라는 제목의 영화 버전의 스핀오프 작품으로, 나가사와 마사미가 연기 야부 (오다 츠구미)가 주인공이다. 2016년 4월부터 dTV에서 방송 되었다. 〈아이 엠 어 히어로〉의 이전의 간호사 시절 에피소드가 그려져있다.